# 진보당 (1912년 미국)

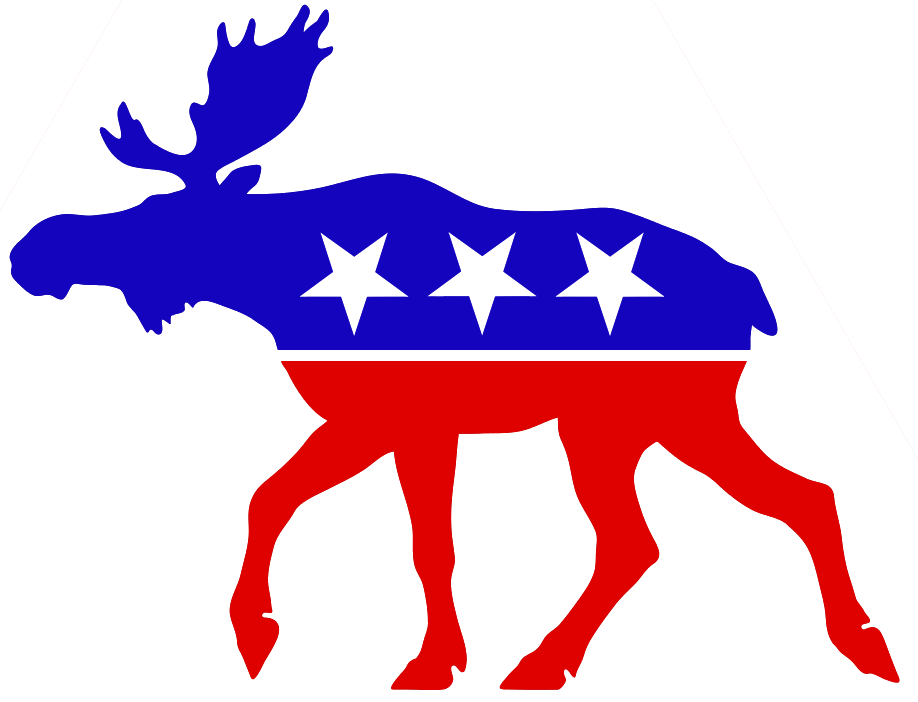

진보당(Progressive Party)은 미국의 전 대통령 시어도어 루스벨트가 1912년 미국 대통령 선거 이전에 자신의 정당이였던 공화당의 대통령 후보인 윌리엄 하워드 태프트에 대항해서 대권을 거머쥐기 위해 지지자들과 함께 탈당하여 만든 포퓰리즘 정당이다. 불 무스당(Bull Moose Party)이라는 별명으로 부르기도 한다. 1920년에 자진 해산하였다.

## 역대 선거

### 역대 대통령 선거
| 선거명                  | 후보              | 득표수    | 득표율 | 확보 선거인단 | 당락 |
| ----------------------- | ----------------- | --------- | ------ | ------------- | ---- |
| 1912년 미국 대통령 선거 | 시어도어 루즈벨트 | 4,119,207 | 27.39% | 88 / 531      | 낙선 |
| 1916년 미국 대통령 선거 | 시어도어 루즈벨트 | 35,234    | 0.19%  | 0 / 531       | 낙선 |

### 역대 총선 결과
| 년도 | 하원 득표수 | 하원 득표율 | 하원 의석 | 상원 의석 | 대통령 후보/대통령 |
| ---- | ----------- | ----------- | --------- | --------- | ------------------ |
| 1912 | 1,896,446   | 9.9%        | 9 / 435   | 0 / 96    | 시어도어 루즈벨트  |
| 1914 | 1,096,530   | 8.0%        | 6 / 435   | 1 / 96    | 야당               |
| 1916 | 131,103     | 0.7%        | 3 / 435   | 0 / 96    | 시어도어 루즈벨트  |
| 1918 | -           | 0%          | 0 / 435   | 0 / 96    | 야당               |

## 같이 보기
- 버몬트 진보당